# وادي البيضاء (بلقرن)
وادي البيضاء هو واد في تهامة بلقرن تأتي مياهه من جبال البيضاء باتجاه الجنوب حتى يلتقي معه وادي ذبوب الآتي من سراة بلقرن ثم يستمر حتى يلتقي معه وادي عبس ويستمر حتى يصب في وادي الجوف أحد روافد وادي يبة، وعلى جنبات الوادي تقع بعض القرى لبلحارث بلقرن ومنها قرية المقراة، وقرية آل سعيدان، وقرية آل عسل.